# Джош Кърби
Роналд Уилям „Джош“ Кърби (на английски: Ronald William „Josh“ Kirby), е английски художник-илюстратор.

## Биография
Той учи в Ливърпулското художествено училище, където получава прякора Джош, тъй като работите му са сравнявани с тези на сър Джошуа Рейнолдс (знаменит английски художник, портретист от XVII в). Впоследствие Кърби рядко използва истинското си име.
Кърби рисува филмови плакати, корици на списания и книги. Създава над 400 творби. Предпочита да илюстрира фантастика. Особено известен е с кориците на книгите от серията Светът на диска на Тери Пратчет.
Работи почти изцяло с масло.
На 23 октомври 2001 г. умира неочаквано в съня си от естествена смърт в дома си в селцето Шелфангър край град Дис в Норфолк на 72 години.